# Phénix
Phénix era un reactor reproductor rápido de pequeño tamaño, ubicado en el complejo nuclear de Marcoule, cerca de Orange, Francia. Era un reactor criador rápido de metal líquido tipo piscina enfriado con sodio líquido. Generaba 590 MW de potencia térmica y tenía una relación de reproducción de 1.12, pero normalmente tenía que detenerse para las operaciones de reabastecimiento cada dos meses. Phénix continuó operando después del cierre del subsiguiente prototipo a gran escala Superphénix en 1997. Después de 2004, su principal uso fue la investigación de la transmutación de residuos nucleares y, al mismo tiempo, la generación de electricidad. Phénix fue cerrado en 2009. 
La construcción de Phénix comenzó en noviembre de 1968. La primera conexión con la red eléctrica nacional francesa fue en diciembre de 1973. 
El reactor ASTRID (reactor) (Reactor técnico avanzado de sodio para demostración industrial), con una capacidad de generación de energía de 600 MW y, probablemente sucederá a Phénix en su función de reactor rápido refrigerado por sodio construido en Francia y también forma parte de la Generación IV internacional. Se tomará una decisión sobre la construcción en 2019.
- Datos: Q113368